# 오키아유 료타로
오키아유 료타로(일본어: 置鮎 龍太郎, 1969년 11월 17일 ~ ) 일본의 아오니 프로덕션 소속 성우이다.

## 출연작
※굵은 글씨는 주역・메인 캐릭터

### 텔레비전 애니메이션
방영시기 불확인
- 도라에몽（미스미 애송이）
- 날아라!앙팡맨(초콜릿 맨)
- 치비 마루코짱 (소년의 형), 키요시, 이노우에)

1990년
- 마루코는 아홉살 - 소년의 형, 키요시, 이노우에
- 아벨탐험대 - 릴리퍼트(데뷔작)
- 매지컬☆타루토 군

1991년
- 키테레츠 대백과 (하루키, 코분코, 보이, 하인1, 선생님, 중학생2, 노노무라)
- 겟타로보 고
- 신세기 GPX 사이버 포뮬러(프란츠 하이넬

1992년
- 크레용 신짱 (치과의사)
- 수퍼 빅쿠리맨 (악마)
- 대초원의 작은 천사 부시베이비 (타마라)
- 미소녀 전사 세일러 문 (에이지)

1993년
- 고스트 스위퍼
- 질풍! 아이언리거 - (마하 윈디)
- 슬램덩크 - (미츠이 히사시)
- 미소녀 전사 세일러 문 R (아키랄)
- 용자특급 마이트가인 (이어 다이버, 가드 다이버, 친져 루스, 기타 등등)

1994년
- 은하전국군웅전 라이 (라코우)
- 골FH (미야모토 타쿠야)
- 날아라 호빵맨 (초콜릿맨(3대째)
- 미소녀 전사 세일러 문 S (조지)
- 마법기사 레이어스 (이노바)
- 마멀레이드 보이 (마츠우라 유우)
- 용자경찰 제이데커 (맥클레인, 빌드타이거, 슈퍼빌드타이거, 무드라)
- 패왕대계 류나이트 (그라체스)

1995년
- 애니메 세계동화 (알라딘)
- 공상과학세계 걸리버보이 (겟코)
- 크레용 신짱 (스가)
- 신기동전기 건담 W (트레즈 크슈리나다)
- 신비의 세계 엘하자드 (진나이 카즈히코)
- 미소녀 전사 세일러 문 SuperS - 타이거즈 아이)
- 황금용자 골드란 (레온 / 레온 카이저)

1996년
- 괴도 세인트 테일 (존)
- 기동전함 나데시코 - 아카츠키 나가레)
- 지옥선생 누베 (누에노 메이스케)
- 체포하겠어 (야마카와)

1997년
- 아기와 나 (키무라 세이이치)
- 뱀파이어 미유 (가린네)
- 소녀혁명 우테나 (카자미 타츠야
- 요리왕 비룡 (난비홍(란 훼이펑)
- 닌타마 란타로 (타지마 모우치)
- BURN-UP EXCESS (핫산)
- 하운티드 정션 (빨간 망토의 가면)
- 폭렬시공 메이즈 (고저스)
- 명탐정 코난 (사나다 카즈미, 오키야 스바루)
- 불꽃소년 레카 (쿠레이)

1998년
- MAICO 2010 (마츠오 센스케)
- 바이스 크로이츠 (브래드 크로퍼드)
- 닥터 슬럼프 (닥터 마시리토)
- 돗키리 닥터 (타지마 모우치)
- 닌타마 란타로 (마카이노 코지, 가게주인)
- 마술사 오펜 (하티아)
- 지켜줘 수호월천! (노무라 타카시)
- 유희왕 (혼다 히로토)
- 요시모토 무치코 이야기 (한신 오케라)

1999년
- 엑셀 사가 (와타나베 토오루, 고메즈, 푸츄)
- 신풍괴도 쟌느 (키무라 타쿠미)
- 인형초지 아야츠리 사콘 (후지타 미요시)
- 크레용 신짱 (디카프리오)
- 고쿠도군 만유기 (미조)
- 쥬베이짱 러블리 안대의 비밀 (오다고우 코이노스케)
- 신팔검전 (토모카 다이가)
- 성방천사 엔젤링크스 (사일런스)
- 닌타마 란타로 (오시로이시메지 닌자A)
- 마이크로맨 (카타가이 아키라)
- 디지캐럿 (키무라 타쿠로)
- 도라에몽 (작은 쥐)
- 빅토리 구슬동자 (엔마대왕봉)
- 마술사 오펜 Revenge (하티아)

2000년
- 기교기전 히오우전기  (이토)
- 그라비테이션  (K)
- 환상마전 최유기  (장의사)
- 마작의 제왕 테츠야  (아사다 테츠야)
- 진 여신전생 데빌 칠드런 흑의 서·적의 서  (대마왕 루시퍼)
- 다!다!다!  (모로보시 테루)
- 닌타마 란타로  (마을남자2)
- BOYS BE...  (한세이 타카히로)
- 포켓몬스터  (히비키)
- 러브히나  (사카타 켄타로)

2001년
- 아르젠토 소마 - 사관
- 캡틴 츠바사 - 카타키리 쇼우마사, 아나운서
- 시스터 프린세스 - 야마가미 아키오
- 정글은 언제나 맑음 뒤 흐림 - 아시오
- 터치 - 아나운서
- 테일즈 오브 이터니아 - 그릿
- 테니스의 왕자 - 테즈카 쿠니미츠
- 방가방가 햄토리 - 다이스케 씨
- 후르츠 바스켓 - 소마 시구레
- ARMS - 키스 블랙
- 헬싱 - 엔리코
- 명탐정 코난 - 유라 타츠히코
- 러브히나 - 사카타 켄타로
- RUN=DIM - 켄 뮬러

2002년
- 아침 안개의 무녀 - 쿠스노키 마사시, 아야타치 미치무네
- 아따맘마 - 웨이터, 미술교사
- 바이스 크로이츠 - 브래드 크로퍼드
- 근육맨2세 - 케빈마스크
- 사이보그 009 THE CYBORG SOLDIER - 마마두
- 닌타마 란타로 - 젠포우지 이사쿠
- 폭투선언 다이건더 - 본렉스
- 불꽃의 미라주 - 오다 노부나가

2003년
- 아스트로 보이 철완 아톰 - 크라우스
- 울트라 매니악 - 노부노스케
- 기동전사 건담 SEED - 앤드류 발트펠트
- 금색의 갓슈벨 - 타카미네 세이타로
- 출동! 머신로보 레스큐 - 파이어 로보, BL 파이어 로보, 사사키 코우시로
- 탐정학원 Q - 야마자키 토오루
- D.N.ANGEL - 다크 마우지
- 디지몬 프론티어 - 로드나이트몬
- 강철의 연금술사 - 스카

2004년
- 걸즈 브라보 - 후쿠야마 카즈하루
- 기동전사 건담 SEED DESTINY - 앤드류 발트펠트
- 근육맨2세 ULTIMATE MUSCLE - 케빈마스크
- 무적뱅커 크로켓 - 파라페뇨
- 금색의 갓슈벨 - 빈센트 바리
- 쥬베이짱 시베리아 야규의 역습 - 오다고우 코이노스케
- 트랜스포머 슈퍼링크 - 로디머스 콘보이
- 나루토 - 로쿠쇼 아오이
- 머나먼 시공 속에서 1,2 - 아크람
- 두 사람은 프리큐어 - 츄타로
- 망각의 선율 - 글로벌 야마네코
- 링에 걸어라 - 켄자키 준

2005년
- 엘르멘탈 제라드 - 보르쿠스 하운드
- 부탁해! 마이멜로디 - 히이라기 케이이치(우사미미 가면)
- 걸즈 브라보 세컨드 시즌 - 후쿠야마 카즈하루
- 좋아하는 건 좋아하는 거니까 어쩔 수 없어 - 나가세 카이
- 디지몬 제볼루션 - 로드나이트몬♤
- 닌타마 란타로 - 카와키타케닌자B
- 블리치 - 쿠치키 뱌쿠야
- 무적코털 보보보 - 반들반들리나 3세
- 원피스 - 카쿠♤

2006년
- 엔젤하트 - 첸
- 부탁해! 마이멜로디 빙글빙글 셔플 - 히이라기 케이이치(우사미미 가면)
- 학원헤븐 BOYS LOVE HYPER - 시노미야 고우지
- 근육맨2세 ULTIMATE MUSCLE2 - 케빈마스크
- 채운국 이야기 - 홍구랑
- 슈퍼로봇대전 OG 디바인 워즈 - 라이디스 F. 브란슈타인
- D.Gray-man - 리버 웬햄
- 파워퍼프걸Z - 피망 몬스터
- .hack//Roots - 시미사쿠
- 축!(해피☆러키) 빅쿠리맨 - 우시와카 텐시
- 무장연금 - 미타
- 마지널 프린스 ~월계수의 왕자님~ - 죠슈아 그랜트

2007년
- Over Drive - 콘도 나오토
- 부탁해! 마이멜로디 산뜻하게 - 히이라기 케이이치(우사미미 가면), 마이멜로디 아빠
- CLANNAD - 후루카와 아키오
- 강철삼국지 - 황조 원량
- 샤이닝 티어즈 - 사이온지 하루토
- 일하는 키즈마이 햄스터 - 요시카와 케이스케
- 머나먼 시공 속에서 3 - 백룡(청년)
- 로미오X줄리엣 - 티볼트

2008년
- Yes! 프리큐어 5 GoGo! - 무카디아
- 부탁해! 마이멜로디 키라랏 - 마이멜로디 아빠
- 기동전사 건담 00 세컨드 시즌 - 브링 스테비티, 디바인 노바, 이노베이드
- 은혼 - 이와노프
- CLANNAD: AFTER STORY - 후루카와 아키오
- 게게게의 키타로 - 타카시
- 순정 로맨티카 - 아사히나 카오루
- 순정 로맨티카 2기 - 아사히나 카오루
- 닌자의 왕 - 후마 코타로
- 포르피의 긴 여행 - 미카엘
- 명탐정 코난 - 오키야 스바루
- 모노크롬 팩터 - 호무라비
- 야쿠시지 료코의 괴기 사건부 - 이소가이 이와
- 라이브 온 카드리버 - 마츠 토가쿠, 센코더리
- 로보디즈 - 드럼 간베에
- 우리 집의 여우신령님 - 토미네

2009년
- 아키칸 - 오토야 히데히코
- 슬랩 업 파티 - 일베크
- 공중그네 - 타나베 미츠오
- 안녕 안 ~Before Green Gables~ 빌리
- 성검의 블랙스미스 - 시그프리드
- 싸우는 사서 The Book of Bantorra - 시갈 쿨겟사
- 타유타마 - 카나메 산쿠로
- 파꽃의 아사타로 - 까마귀요괴의 킨조
- 판도라 하츠 - 윌리엄 웨스트
- 블리치 - 사루류
- 미라클☆트레인 - 신주쿠 린타로
- 라이브 온 카드리버 - 클리어 씨 서펜트

2010년
- 아냐마루 탐정 키르민주 - 닛키 쿄우스케
- 칼 이야기 - 마니와 호오
- 자이언트 킬링 - 무라코시 시게유키
- 슈퍼로봇대전 OG 디 인스펙터 - 라이디스 F. 브란슈타인
- 섬광의 나이트레이드 - 나루미
- 전국 바사라 - 도요토미 히데요시
- 도라에몽 - 원더풀
- 닌타마 란타로 - 마을사람, 콜레스테롤 호
- 누라리횬의 손자 - 우메와카마루(규키의 아버지)
- 하트캐치 프리큐어! - 반 켄지
- 바쿠만 - 리더
- 머나먼 시공 속에서3 - 백룡(청년)
- 링에 걸어라 쉐도우 편 - 켄자키 준

2011년
- 청의 엑소시스트 - 이고르 네이가우스
- 애플시드 - 아르케이데스
- 오빠 따위 전혀 좋아하지 않는다구!! - 공A
- 쥬얼펫 선샤인 - 크레용 카드
- 30세의 보건체육 - 다이고로
- 세계 제일의 첫사랑2 - 아사히나 카오루
- 디지몬 크로스워즈 - 그레이드몬
- 토리코 - 토리코
- 닌타마 란타로 - 닌타마
- 고양이신 팔백만 - 츠쿠요미
- Fate/Zero - 버서커
- 나는 친구가 적다 - 카시와자키 페가수스
- 링에 걸어라 세계대회편 - 켄자키 준

2012년
- 오빠지만 사랑만 있으면 상관없잖아? - 아키오
- 백곰 카페 - 파견 판다
- 신 테니스의 왕자 - 테즈카 쿠니미츠
- 빙과 - 토오가이토 마사시
- 가난뱅이 신이! - 린도 겐주로
- Fate/Zero 시즌 2 - 버서커
- BRAVE10 - 카게이 주조
- 포요포요 관찰일기
- 마기 - 파티마
- 리코더와 책가방 - 미야가와 아츠시
- 리코더와 책가방 레 - 미야가와 아츠시

2013년
- 아이카츠! - 미스터 S
- 푸른 강철의 아르페지오 - 카미카게 류지로
- 의풍당당!! 카네츠구와 케이지 - 다테 마사무네
- DD북두의 권 - 신
- 도쿄 레이븐즈 - 츠치미카도 야코우
- 나는 친구가 적다 NEXT - 카시와자키 페가수스
- 명탐정 코난 - 아야노코지 후미마로
- 리코더와 책가방 미 - 미야가와 아츠시, 물고기 오브제
- 로큐브! SS - 미나토 시노부
- 원피스 에피소드 오브 메리 - 카쿠

2014년
- 카드파이트!! 뱅가드 G - 오오야마 류타로
- 기동전사 건담씨 - 브라이트 노아
- 스트렌지 플러스 - 마사무네
- 전국 바사라 Judge End - 도요토미 히데요시♤
- 데이트 어 라이브 Ⅱ - 아이작 레이 펠럼 웨스트코트
- 흐린 하늘에 웃다 - 아시야 만게츠
- 월드 트리거 - 후유시마 신지
- 일곱 개의 대죄 - 헬브람
- 히어로 뱅크 - 데보라 키사키
- 마진 본 - 다크호스
- 마법과고교의 열등생 - 코코노에 야쿠모
- LOVE STAGE!! - 세나 세이야

2015년
- 오버로드 - 터치 미
- 카드파이트!! 뱅가드 G 기어스 크라이시스 - 오오야마 류타로
- KAGEWANI - 키무라 마사키
- 쿠로코의 농구 - 니지무라 슈조
- 세인트 세이야 Soul of Gold - 제미니 사가
- 혈계전선 - 토니오 안드레티
- 순정 로맨티카 3기 - 아사히나 카오루
- 창궁의 파프너 EXODUS - 월터 바게스트
- DD북두의 권 - 신
- 노라가미 ARAGOTO - 에비스
- 밀리언 돌 - 이토리오의 매니져, 만재사
- 영 블랙 잭 - 스미스

2016년
- 빅 오더 - 하토리 한조
- 칭송받는 자: 거짓의 가면 - 라이코우
- 슈발체스마켄 - 에리히 슈미트(그레고리 안드로포프)
- PRINCE OF STRIDE - 단 유지로
- 무채한의 팬텀 월드 - 알브레히트
- SUPER LOVERS - 타카무라 시로
- Rewrite - 세키메
- 드래곤볼 슈퍼- 닥터 마시리토

2017년
- 결벽남자! 아오야마군 - 아오야마
- 마사무네의 리벤지 - 에이지
- 스타뮤 2기 - 사오토메 리츠
- Fate/Apocrypha - 흑의 랜서
- 카케구루이 - 사회진행
- 악마성 드라큘라 캐슬바니아 - 트레버 벨몬트

2018년
- 창천의 권 REGENESIS - 샤를 드 기즈
- 식극의 소마 세번째 접시 - 나키리 소우에
- 즐겁게 놀아보세 - 마에다
- 이세계 마왕과 소환 소녀의 노예 마술 - 에밀 뷰셀 베르젤
- 이세계 주점 노부 - 고드하르트

2019년
- 게게게의 키타로 6기 - 오니
- 데이트 어 라이브 Ⅲ - 아이작 레이 펠럼 웨스트코트
- 미소의 대가 - 이자나 랭포드
- 세인티아 쇼 - 제미니 사가, 전신 아레스
- 원피스 - 카쿠, 볼사리노
- 7SEEDS - 츠노마타 만사쿠
- 하카타 명태! 피리카라코쨩 - 닭꼬치가게 주인
- 반짝이는 프리☆채널 - 니지노사키 다이아의 아버지.
- 어새신즈 프라이드 - 딕

2020년
- 게게게의 키타로 6기 - 이시바시 아야의 아버지
- 이과가 사랑에 빠졌기에 증명해보았다 - 이케다 카신
- 블랙 클로버 - 가쟈
- 킹스레이드: 의지를 잇는 자들 - 도미닉스
- 마왕학원의 부적합자 ~사상 최강의 마왕인 시조, 전생해서 자손들의 학교에 다니다~ - 아이비스 네크론
- 디지몬 어드벤처: - 데블몬

2021년
- 백 애로우 - 카이 로단
- 샤먼킹 - 보리스 체페쉬 드라큐라
- 이세계 마왕과 소환 소녀의 노예 마술 - 에밀 뷰셀 베르젤
- 겟타로보 아크 - 고르 3세
- 평온세대의 위타천들 - 크로프트
- 내 이름은 쓰시마 - 오지
- 카기나도 - 후루카와 아키오

2022년
- 신 테니스의 왕자 U-17 WORLD CUP - 테즈카 쿠니미츠
- 이과가 사랑에 빠졌기에 증명해보았다 r=1-sinθ(하트) - 이케다 카신
- 파티피플 공명 - 제갈공명

기타
- 슈팅 바쿠간 4기 - 아쿠아 기라

### OVA
1992년
- 사이버 포뮬러 더블원(프란츠 하이넬)

1994년
- 나의 지구를 지켜줘(니시키오리 잇세이)
- 사이버 포뮬러 제로(프란츠 하이넬)

1996년
- 사이버 포뮬러 사가(프란츠 하이넬)
- 파이어 엠블렘(아벨)

2000년
- 엑스 드라이버(케인)

2002년
- 디지캐럿 OVA 삐요코에게 맡겨줘(키무라 타쿠로(무라타쿠))
- 머나먼 시공 속에서 자양화의 꿈(아크람)

2003년
- 머나먼 시공 속에서 2 백룡의 무녀(아크람)

2005년
- 슈퍼로봇대전 OVA(라이디스 F 브란슈타인)

2006년
- 테니스의 왕자 OVA(테즈카 쿠니미츠)

### 극장판
2000년
- 디지캐럿 크리스마스 스페셜(키무라 타쿠로(무라타쿠))

2007년
- 극장판 클라나드(후루카와 아키오)

2009년
- 공의 경계 제6장 망각녹음 (쿠로기리 사츠키)

2011년
- 철권 : 블러드 벤젠스 (리 차오랑)

2017년
- 명탐정 코난: 진홍의 연가 (아야노코치 후미마로)

### 게임
1992년
- 초형 / 초형 궁극무적 은하 최강남 (1992년 - 1995년, 이다텐) - 2작품
- BABEL(타키테스)

1993년
A랭크 썬더 탄생편 (신백성일, 엔)
- 전설의 오가바틀 (카람 피가로 장군, 애쉬, 적염의 수르스트)

1994년
- 카이져 너클(바트)
- 감버드 (뽐뽐 애쉬)
- 트윈고데스(골드래쉬,나레이션)
- 미소녀 전사 세일러문 (시미즈) ※PC 엔진
- 랑글리서II / 데어 랑글리서 (1994년 - 1995년, 레옹) - 2작품
- LUNAR 이터널 블루(론화)

1995년
- 게임 천국 시리즈 (Z-DYNE Mk-II)
- 초인학원 고카이저 (시홍 쿄스케)
- 텔레비전 애니메이션 슬램덩크2 IH 예선 완전판!! (미츠이 히사시)
- 도쿄 던전(케빈 야마자키)
- 투신전 시리즈 (카인 아모) (99년)
- 프라이빗 아이 달러 (사사기 타다오)
- 수호연무(활염라완소칠)

1996년
- 신 포춘 퀘스트 식탁의 기사들 (클레이 S. 앤더슨)
- 신비의 세계 엘해저드(진나이 가쓰히코)
- 신슈퍼로봇대전(라이디스 블랑슈타인)
- 동방진유기 하프링 하트!! (썬조)
- 춘풍전대 V포스(자이세믹스)
- 라이트닝 레전드 대오의 대모험 (랭커크 헤이틀리드)
- 록맨8 메탈 히어로즈 (블루스)

1997년
- 악마성 드라큘라 X 월하의 야상곡 (알카드)
- 지옥선생누~베~(에노나루스케)
- 샤이닝 포스 III(심비오스, 줄리안)
- 실루엣 미라지 (하루, 모세)
- 사립 저스티스 학원 LEGION OF HEROES (로이 브롬웰 [116])
- 슈퍼로봇대전F(트레이즈 쿠슈리나다)
- 테일즈 오브 데스티니 (딤로스, 믹트런)
- 드래곤 나이트 4 (에토)
- 미즈키 시게루의 요괴 무투전 (귀신)
- 모모타로 미치나카기 (가난노카미)
- 유구한 환상곡 (알버트 코레인)
- 뇌노기병 가이블레이브(조니)
- 랭글리서IV(랜디우스)
- 록맨 배틀&체이스(블루스,섀도맨, 터보맨)
- 록맨X4(제로)

1998년
- 유신의 폭풍 에도막부 말기 지사전 (히지카타 도시조)
- EVE The Lost One (사쿠라하 코지)
- étude prologue ~흔들리는 마음의 형태~(사나다 박사)
- 화성 이야기 (류트)
- 김전일 소년의 사건부 비련호 슬픔의 복수귀 (아사기리타쿠야)
- 신세대 로봇전기 브레이브 서거(가드다이버, 매클레인, 슈퍼빌드 타이거, 레온카이저)
- 슈퍼 어드벤처 록맨(블루스)
- 슈퍼 로봇 대전 F 완결편 (트레이즈 쿠슐리나다)
- 제노기아스(카렐렌)
- 선굴 활룡대전 카오스시드 (이사나기, 케블레스=리아리)
- 전국미 소녀 에마키 하늘을 베다!! (키리긴 사이조)
- 졸업 M~학생회장의 화려한 음모 (타카기 시몬)
- 더블캐스트(사쿠마 요시키)
- Daylight -아침에 빛의 관을- (버제시아 람포링크스)
- 테일 콘체르토(시안가란트)
- 설레임 메모리얼 드라마 시리즈 Vol.2 아야의 러브송 (오사와 타쿠미)
- 백가이너(모리마사)
- 비밀전대 메타몰V (글램스 폰 레벤바워)
- YAKATA(아카기 소이치)
- 유구환상곡 2nd Album (알버트 코레인)
- 꿈 ☆ 색 색 (요시무라 케이이치)
- 랭글리서 V ~The End of Legend~ (랭디우스)
- 리얼 로보츠 파이널 어택 (라이디스 블랑슈타인)
- LUNAR2 이터널 블루 (론화)

1999년
- 에스피오 네전츠(제프리 K. 샌더스)
- 글로랜서(어니스트 라이얼)
- 고야마츠리(다케시타 쇼)
- 사카디아(기류우인 아야히코)
- 사립 저스티스 학원 열혈 청춘일기2 (로이 브롬웰)
- 슈퍼 히어로 작전(트레이즈 쿠슐리나다, 라이디스 브랜슈타인)
- 슈퍼 로봇 대전 컴플리트 박스 (페일로드 그랑 빌세이어)
- 프렌즈 ~청춘의 빛남 (타키구치 요스케)
- 낙서 쇼 타임 (하야테)

2000년
- 마드 코어 2 (머리 COM "DETAILED" "ROUGH")
- SD건담 GGENERATION (2000년 - 2019년, 니어라이트, 트레이즈 쿠슐리나다, 앤드루 발트펠트, 블링스터비티, 데바인노바, 사엔코지마) - 10작품
- 결전(다테 마사무네, 다치바나 무네시게, 기무라 시게나리, 우에스기 카게카쓰)
- 건설 중기 싸움 배틀 깨진 금강!! (콘고 하야토)
- 슈퍼로봇대전α (라이디스 블랑슈타인, 트레이즈 쿠슐리나다)
- 센티멘털 그래피티2(타케노우치 마코토)
- 브레이브 서거2 (가드 다이버, 매클레인 / 슈퍼 빌드 타이거, 레옹 카이저)
- 이터널 아르카디아(알폰소)
- 록맨X5(제로)
- 타라! 저스티스 학원 (로이 브롬웰)
- 용기 전승 3 ~황혼에 이끌린 사자들 ~ (카논)

2001년
- 릴리의 아틀리에~잘부르크의 연금술사3~(게르하르트)
- 엑스터미네이션(얀 팔켄)
- 글로랜서II(어니스트 라이얼)
- 결전2(마초, 법정)
- 새먼 나이트 2 (루바이드)
- 슈퍼로봇대전α for Dreamcast (라이디스 F. 블랑슈타인, 트레이즈 쿠슐리나다)
- 슈퍼로봇대전α외전 (아이작 고드노프)
- 스타워즈 스타파이터 (리스 다로우즈)
- 아득한 시공 속에서 2(아크람)
- 모두의 GOLF3 (사토루, 블루)
- METAL GEAR SOLID 2 : SONS OF LIBERTY （ ヴァンプ ）
- 록맨X6(제로)
- 세가가(쿨 특무부장, 프로그래머 오카, 새우)

2002년
- 근육맨II세 정의 초인으로의 길 (케빈 마스크)
- 근육맨II세 신세대초인VS전설초인(케빈마스크)
- 삼국지전기(곽가, 장요)
- 조조의 기묘한 모험 황금빛 돌풍(나레이션)
- 참·여신 환생 데빌 칠드런 검은 서·빨간 서 (루시퍼)
- 슈퍼로봇대전IMPACT(아카츠키·나가레)
- 테일즈 오브 데스티니 2 (딤로스 팀버)
- 테일즈 오브 팬덤 Vol.1 (딤로스)
- 테니스의 왕자 GENIUS BOYS ACADEMY (테즈카 쿠니미츠)
- 도쿄 뮤뮤 (가토 뒤 루아)
- 설레임 메모리얼 Girl's Side (히메죠 마도카)
- 러브★스매시!(샤를 레노)
- 이터널 아르카디아 레전드(알폰소)

2003년
- 아크자랏드 정령의 황혼 (덴시모, 반조)
- 이그더스켈레톤(겟츠 폰 귄터)
- 학원 헤븐 BOY'S LOVE SCRAMBLE! (시노미야 코지)
- SAKURA~설월화~(타하라 히데키)
- 슈퍼 로봇 대전 Scramble Commander (트레이즈 쿠슐리나다)
- D · N · ANGEL TV Animation Series ~홍의 날개~ (다크 마우지)
- 펀타스틱 포춘2 (솔로이=블라에, 홍환)
- 모두의 왕자님 (테즈카 쿠니미츠)
- 록맨X7(제로)

2004년
- 애니메이션 배틀 열화의 불꽃 FINAL BURNING (홍려)
- 뱀파이어 패닉(뱀파이어)
- 학원 헤븐 BOY'S LOVE SCRAMBLE! Type B (시노미야 코지)
- 근육맨 제너레이션즈 (케빈 마스크)
- 결전III(오다 노부나가)
- 금색의 갓슈벨!! 우정 태그 배틀 (배리)
- 금색의 갓슈벨!! 우정 태그 배틀 풀파워 (배리)
- 금색의 갓슈벨!! 격투! 최강의 마물들 (배리, 세이타로)
- 금색의 갓슈벨!! 끄덕여라! 우정의 전격 2 (배리, 히어로 배번)
- 사쿠라자카 소방대 (이치노세 쇼)
- 스캇 골프 빤야 (다이스케)
- 슈퍼로봇대전 MX(아카츠키·나가레)
- 슈퍼로봇대전GC(아이작 고도노프, 슈테켄 래드클리프, 브루스 칼 번스테인)
- 제노사가 에피소드II [선악의 피안] (리하르트)
- DIGITAL DEVIL SAGA 아바타르 튜너 (밧트)
- Double Reaction! PLUS (타키무라시에)
- 철권5(리차오랑)
- 테니스의 왕자 2005 CRYSTAL DRIVE (테즈카 쿠니미츠)
- 테니스 왕자 RUSH & DREAM (데즈카 쿠니미츠)
- 강철의 연금술사 2 빨간 에릭실의 악마 (스카)
- 강철의 연금술사 드림카니발(스카)
- 에도막부 말기 연화 신선조 (히지카타 도시조)
- 머나먼 시공 속에서 3 (백룡 <성장 후>)
- 명탐정 코난 대영제국의 유산
- 드십시오 낭만다방 (가시와가츠키)
- 록맨X커맨드미션(제로)

2005년
- 악마성 드라큘라 창월의 십자가 (알카드 / 아리즈미 환야)
- 아니마 문디 끝없는 어둠의 무도 (게오릭 자벨리스크 백작)
- 이레귤러 헌터X(제로)
- 엘리멘탈 제레이드 -걸쳐, 취풍의 검 - (볼크스 하운드)
- 학원 해븐 리필! (시노미야 코지)
- 기동전사 건담 SEED 연합 vs.Z.A.F.T. (앤드루 발트펠드)
- 킹덤 하츠II(세처)
- 금색의 갓슈벨!! 끄덕여라! 우정의 전격 드림 태그 토너먼트(배리)
- 금색의 갓슈벨!! 고! 고! 마물 화이팅!! (배리)
- 샤이닝 포스 네오(바론)
- 신선구미군 낭전 (카츠라 코고로)
- 슈퍼 로봇 대전 MX 포터블 (아카츠키·나가레)
- 세인트 세이야 성역 십이궁편 (제미니?? / 제미니 사가 / 아레스 교황)
- 제3차 슈퍼로봇대전α종언의 은하로 (라이디스 브랜슈타인, 앤드루 발트펠드)
- 쯔키요니사라바(크로우)
- 테니스의 왕자님 학교축제의 왕자님 (테즈카 쿠니미츠)
- 천외마경III NAMIDA(위조)
- Twelve~전국봉신전~(줄리)
- DIGITAL DEVIL SAGA 아바타르 튜너 2 (밧트, 아딜)
- NAMCO x CAPCOM (캡틴 코만도, 히라카게키요)
- 아득한 시공 속에서~팔엽초~(아크람)
- 아득한 시공 속에서 3 16야기(백룡 <성장 후>)
- 펀타스틱 포춘2☆☆☆(솔로이=블라에, 홍환)
- BLEACH 어드밴스 홍색으로 물드는 미시혼계 (쿠츠키 하쿠야)
- BLEACH ~선택된 영혼~ (쿠츠키 하쿠야)
- BLEACH GC 황혼을 만나는 저승사자 (쿠치키 하쿠야)
- BLEACH ~히트 더 소울~ (쿠츠키 하쿠야)
- BLEACH ~히트 더 소울 2~ (쿠츠키 하쿠야)
- 망국의 이지스 2035~워십 간나~(허영화)
- 마지널 프린스~월계수의 왕자들~(조슈아 그랜트)
- 무사시덴II 블레이드 마스터(로트 실트)
- 록맨X8(제로)
- ONE PIECE 파이리츠 카니발(칵)

2006년
- Another Century's Episode 2 (아카츠키 나가레)
- [eM] -eNCHANT arM- (토우야)
- 카오스워즈(어니스트 라이얼)
- 기신 비상 데몬베인 (아즈라드)
- 기동전사 건담 SEED DESTINY 연합 vs.Z.F.T.II (앤드류 발트펠드)
- 근육맨 머슬 제너레이션즈 (케빈 마스크)
- 근육맨 머슬 그랑프리 MAX (케빈 마스크)
- CLANNAD (후루카와 아키오)
- 그라나드 에스파다(마법사 남성)
- 새먼나이트4 (루바이드)
- 자율기동전차 이즈나(엘리어트 시즈닝)
- 슈퍼로봇대전 XO (아이작 고드노프, 슈테켄 래드클리프, 브루스 칼 번스테인)
- 제노 서거 II(리하르트)
- 제노사가 에피소드III [차라투스트라는 이렇게 말했다] (리하르트)
- 전국 BASARA2 (도요토미 히데요시)
- 다주 오브 케르베로스 파이널 판타지 VII (네로, WRO 대원)
- 다주 오브 케르베로스 로스트 에피소드 파이널 판타지 VII(네로)
- 테일즈 오브 데스티니 (PS2판) (딤로스 그리드)
- 테니스 왕자 두근두근 서바이벌 산록의 Mystic(테즈카 쿠니미쓰)
- 천하인(우에스기 켄신)
- 아득한 시공 속에서~무일야~(아크람)
- 아득한 시공 속에서 3 운명의 미궁(백룡 <성장 후>)
- BLEACH DS 창천으로 달리는 운명 (쿠치키 하쿠야)
- BLEACH ~방망한 야망~ (쿠츠키 하쿠야)
- BLEACH ~히트 더 소울 3~ (쿠츠키 하쿠야)
- BLEACH~블레이드 버틀러스~(쿠츠키 하쿠야)
- 라스트 에스코트(카즈마)

2007년
- 소문의 미도리군!! 여름색 스트라이커 (고탄다 마사토)
- 샤이닝 윈드(트라이하르트)
- 슈퍼로봇대전 OG ORIGINAL GENERATIONS (라이디스 F 블랑슈타인)
- 슈퍼로봇대전 OG외전 (라이디스 F. 블랑슈타인)
- 슈퍼 로봇 대전 Scramble Commander the 2nd (앤드류 발트펠드)
- 스타오션 1 First Departure (아스모데우스)
- 성투사 세이야 명왕 하데스 십이궁편 (제미니 사가, 제미니 카논)
- 전국 BASARA2 영웅 외전 (도요토미 히데요시)
- 전국무쌍2 맹장전 (쵸소가베 모토치카)
- 테일즈 오브 데스티니 2 (PSP판) (딤로스 팀버)
- 철권6(리차오랑)
- 테니스의 왕자 CARD HUNTER (테즈카 쿠니미츠)
- 테니스 왕자 두근두근 서바이벌 해변의 Secret (데즈카 쿠니미츠)
- 에도막부 말기 연화 화류검사전 (히지카타 도시조)
- BLEACH DS 2nd 흑의 번뜩이는 진혼가 (쿠츠키 하쿠야)
- BLEACH ~히트 더 소울 4~ (쿠츠키 하쿠야)
- BLEACH ~블레이드 버틀러스 2nd~ (쿠치키 하쿠야)
- 마나케미아 ~학원의 연금술사들~ (테오프라투스 아우레올스)
- 무쌍 OROCHI (토오로토모)
- 루팡 3세 뤼팽에게는 죽음을, 뤼팽에게는 사랑을(광림)
- Wonderland ONLINE (다니엘)
- ONE PIECE 언리미티드 어드벤처 (칵)
- ONE PIECE 기어 스피릿(칵)

2008년
- 요노미야 (카지하토하)
- 소문의 미도리군!! 둘의 미도리!? (고탄다 마사토)
- 근육맨 머슬 그랑프리2 특곱빼기 (케빈 마스크)
- CLANNAD FULL VOICE (후루카와 아키오)
- 겟앰프드2(L.J.)
- 환상 수호지전 티어크라이스 (제일)
- 슈퍼로봇대전 A PORTABLE (아카츠키·나가레)
- 슈퍼 로봇 대전 Z (앤드류 발트펠트)
- 전국 BASARA X(도요토미 히데요시)
- 솔라유메(루엔=에그랑틴)
- 테일콘체르토(시안갈랜드)
- 테일즈 오브 데스티니 디렉터스 컷(딤로스)
- DUEL LOVE 사랑하는 처녀는 승리의 여신 (류조지 케이)
- 드래곤볼Z W 폭렬 IMPACT (삼성용)
- 꽃보다 남자 - 사랑하라 여자! - (니시몬 소지로)
- 아득한 시공 속에서 4(나사티야)
- 아득한 시공 속에서 꿈부교(아크람)
- BLEACH The 3rd Phantom (쿠츠키 하쿠야)
- BLEACH ~서울 카니발~ (쿠츠키 하쿠야)
- BLEACH 버서스 크루세이드 (쿠츠키 하쿠야)
- BLEACH ~히트 더 소울 5~ (쿠츠키 하쿠야)
- 무한한 프런티어 슈퍼로봇대전 OG사가 (카체 코토르노스, 루볼 쿠쿨루스)
- [무쌍오로치 마왕재림] (도로치카, 진·도로치카, 쵸소카베 모토치카)
- 흑백 팩터 crossroad (염비)
- 유아 메모리즈 오프~Girl's Style~(시위 키요타카)

2009년
- 슈퍼로봇대전 NEO(마하윈디, 그라체스, 아이작 고드노프)
- 전국 BASARA 배틀 히어로즈 (도요토미 히데요시)
- 전국무쌍3 (나가무네가베 모토치카)
- 솔라유메 portable (루엔=에그랑틴)
- 테일즈 오브 버서스(딤로스)
- 테니스의 왕자, 복식의 왕자님 GIRLS, BE GRACIOUS! (테즈카 쿠니미츠)
- DRAGONBALL 改 DRAGON BATTLERS （ 三星 龍 ）
- 나데프로!! ~너도 성우 해봐! ~(히구치 류)
- 아득한 시공 속에서 꿈 부교 Special (아크람)
- BLEACH DS 4th 프레임 블링거 (쿠츠키 하쿠야)
- BLEACH ~서울 카니발 2~ (쿠츠키 하쿠야)
- BLEACH ~히트 더 소울 6~ (쿠츠키 하쿠야)
- 마그나카르타2(아르고 킨두)
- 무쌍 OROCHI Z (토라치카, 마코토, 토라치카, 쵸소카베 모토치카)
- 유아 메모리즈 오프~Girl's Style~ PSP(시위 키요타카)
- 용과 같이3(토마 마사히로)
- ONE PIECE 언리미티드 크루즈 에피소드2 - 깨어나는 용자 - (칵)

2010년
- 악마성 드라큘라 하모니 오브 디스페어(알카드)
- 건담무쌍3 (트레이즈 쿠슈리나다)
- 기동전사 건담 익스트림 버서스 (앤드류 발트펠드)
- 킹덤 하츠 버스 바이 슬립(테라)
- 케로로 RPG 기사와 무사와 전설의 해적 (마왕 아곤, 케루로스)
- * 전장의 발큐리아 2 갈리아 왕립사관학교 (유베르 브릭섬)
- TAKUYO Mix Box ~퍼스트 애니버서리~ (루엔=에그랑틴)
- TATSUNOKO VS . CAPCOM ULTIMATE ALL - STARS （제로）
- 닌타마 란타로 학년 대항전 퍼즐!의 단 / 날려버리는 퍼즐!의 단 (2010년 - 2015년, 젠호지 이사쿠) - 2작품
- .hack//Link (사이야사카, 세이사쿠)
- Happy ☆ Magic ! ~해피☆정말!~(시로사키미도리우)
- BLEACH ~히트 더 소울 7~ (쿠츠키 하쿠야)
- 무한한 프런티어 EXCEED 슈퍼로봇대전 OG 사가 (카체 코토르노스, 배너 간드)
- ONE PIECE 갠트 배틀! (칵)

2011년
- 아사신 크리드 리베레이션(슬레이만 왕자)
- SD 건담 GGENERATION WORLD (트레이즈 쿠슐리나다, 앤드루 발트펠트, 블링스터비티, 데바인노바)
- SD 건담 GGENERATION 3D (트레이즈 쿠슐리나다, 앤드루 발트펠트, 블링스터비티, 데바인노바)
- 과자 나지마의 피터팬 ~Sweet Never Land~ (제임스=훅)
- 진삼국무쌍6(사마사)
- 진삼국무쌍6 맹장전 (사마사)
- 세인트 세이야 전기 (쌍둥이자리 사가, 가이류 카논)
- 전국 BASARA 크로니클 히어로즈 (도요토미 히데요시)
- 전국무쌍3 맹장전 (쵸소가베 모토치카)
- 전국무쌍3Z (나가무네가베 모토치카)
- 전국무쌍3 Empires (나가무네가베 모토치카)
- 전국무쌍 Chronicle (나가무네가베 모토치카)
- 전장의 발큐리아 3 -Unrecorded Chronicles- (유베르 브릭섬)
- 전율의 스트라타스 (코시미즈 유마)
- 테일즈 오브 엑실리아(가이아스)
- 철권 태그 토너먼트 2 (리 차오랑)
- 토리코 미식가 서바이벌! (토리코)
- TROY무쌍(파트로클로스)
- 파이널 판타지 영식(쿠온)
- MARVEL VS . CAPCOM 3 Fate of Two Worlds （ ゼロ ）
- 무쌍 OROCHI 2 (도로토모, 진·도로토모, 사마사, 장종이베 모토치카)
- ONE PIECE 기간트 배틀! 2 신세계(각)

2012년
- 기동전사 건담 익스트림 버서스 풀부스트 (앤드류 발트펠트, 트레이즈 쿠슐리나다 <PS3판만>)
- 기동전사 건담 SEED BATTLE DESTINY (앤드류 발트펠드)
- 킹덤 하츠 3D [드림 드롭 디스턴스] (테라)
- 진삼국무쌍 VS.
- 진·삼국무쌍6 Empires (사마사)
- 진북두무쌍(표범[117])
- 슈퍼로봇대전 OG 서거 마장기신 II REVELATION OF EVIL GOD (지노 발렌시아, 플렉, 페일로드 그랑 빌세이아, 루잠노 라스피토트)
- Starry☆Sky~After Spring~ Portable (라울 마티아스 장에메)
- 전국무쌍 Chronicle 2nd (나가무네가베 모토치카[118])
- 제2차 슈퍼로봇대전 OG(라이디스 블랑슈타인, 플렉시블, 페일로드 그랑 빌세이어)
- 제2차 슈퍼로봇대전Z 재세편 (트레이즈 쿠슐리나다, 앤드루 발트펠트, 블링 스터비티, 데바인 노바, 이노베이트병)
- 테일즈 오브 엑실리아2 (가이아스[119])
- 날아라! 초시공 트래블 화투 대작전 (바서커)
- 트리코 미식가 서바이벌! 2 (토리코)
- 토리코 미식 몬스터즈! (토리코)
- 나유타의 궤적(젝스트[120], 아르고르[121])
- 엷은 벚꽃 귀신 막부 말기 무쌍록 (사이고 타카모리)
- PROJECT X ZONE （제로）
- 나는 친구가 적어 휴대용 (가시와자키 텐마)
- [무쌍 OROCHI2 Special] (도로토모, 시마사, 쵸소카베 모토치카)
- 무쌍 OROCHI2 Hyper (도로토모, 시마사, 쵸소카베 모토치카)
- 며느리 코레(신주쿠 린타로)
- 원피스 해적무쌍 (2012년 - 2020년 카쿠, 황원숭이 / 볼살리노 [주 2]) - 4작품 [주 3]
- 원피스 ROMANCE DAWN 모험의 새벽 (카쿠)
- ONE PIECE 원피베리 매치 IC(칵)

2013년
- Unlight (리즈)
- 카오스 히어로즈 온라인 (레오닉 [123])
- KILLER IS DEAD (몬드 자파[124])
- 츠루가군 (인연[125])
- 진·건담무쌍 (트레이즈 쿠슈리나다)
- 진삼국무쌍7(사마사[126])
- 진삼국무쌍7 맹장전 (사마사 [127])
- 슈퍼 로봇 대전 OG INFINITE BATTLE (라이디스 F 블랑슈타인 [128])
- 슈퍼로봇대전 OG 서거 마장기신 III PRIDE OF JUSTICE (지노 발렌시아, 플렉, 루잠노 라스피토트)
- 세인트 세이야 브레이브 솔저스 (쌍둥이자리 ?? / 쌍둥이자리 사가 / 쌍둥이자리 카논 / 해룡 카논 / 아레스 교황)
- Double Score ~ Cattleya×Narcissus ~ （橘 隆蒼）
- Double Score ~ Marguerite×Tulip ~ （橘 隆蒼）
- 디지몬 어드벤처 (데빌몬)
- 드래그 온 드라군 3 (센트 [132])
- 토리코 글루 메가 배틀! (토리코)
- Princess Arthur (마린 [133])
- 보이프렌드(가) (카미나기토오리)
- 무쌍 OROCHI2 Ultimate (도로토모, 진·도로토모, 사마사, 쵸소카베 모토치카)
- 메이플 스토리 (암흑의 마법사 & 하얀 마법사 [134])

2014년
- 아라비안즈 다웃~The engagement on desert~(시어도어=로[135])
- 자, 출진! 연전 제2막~카이편~ (타케다신겐 [136])
- 뒷말 옅은 벚꽃 귀신~새벽의 가락~(사이고 타카모리[137])
- 기동전사 건담 익스트림 버서스 맥시부스트 (앤드류 발트펠트, 트레이스 쿠슐리나다)
- CV~캐스팅 보이스~(사지곡 크리스[138])
- 킹덤 하츠 HD 2.5 리믹스 (테라, 쎄처)
- 그랑블루 판타지(바라고나[139])
- 진·삼국무쌍7 Empires (사마 의, 사마사)
- 슈퍼로봇대전 OG 서거 마장기신 F COFFIN OF THE END (지노 발렌시아, 플렉, 루잠노 라스피토트)
- 흑설공주 ~스노우 블랙~ (파르코=로더 [140])
- 흑설공주 ~스노 매직~ (파르코=로더[141])
- 돌격 남자훈련소 ~일본아, 이것이 남자다!~ (센쿠우 [142])
- 3594e -삼국지영가- (장각 [143])
- 제이스터즈 빅토리 버서스(토리코, 괴노 나루스케)
- 신격의 바하무트(아토스[144])
- 슈퍼히어로 제너레이션(가랏조, 엠플러스[145])
- 전국 BASARA4 (도요토미 히데요시[146])
- 전국무쌍 Chronicle 3 (도로토모 [147])
- 전국무쌍4 (나가무네가베 모토치카 [148])
- 상쾌 버커니어스! (딘 = 카빌 [149])
- 드래곤볼 히어로즈 (2014년 - 2018년 삼성룡) - 세 작품 [주 4]
- 히어로 뱅크 (데보라 타카사키 [150]) - 2작품 [151])
- 프리덤 워즈 [152] (체사레 아나스타시)

2015년
- 불리는 것 거짓 가면 (라이코우 [153])
- 남유곽(神楽, 154)
- CLOSERS (데이비드 = 리 [155])
- 검이 너 for V (인연 [156])
- 신테니스의 왕자님 ~Go to the top~ (테즈카 쿠니미츠 [157])
- 슈퍼로봇대전 BX (블루빅터, 블루디스타, 아카츠키 나가레)
- 제3차 슈퍼로봇대전Z 천옥편 (살디아스 액스)
- 세인트 세이야 솔저스 소울 (쌍둥이자리 ?? / 쌍둥이자리 사가 / 쌍둥이자리 카논 / 해룡 카논)
- 절대 계급 학원 ~Eden with roses and phantasm~ (카부라기 소이치로[158])
- 제노블레이드 크로스 (루[159])
- 전국 BASARA 4 황 (도요토미 히데요시 [160])
- 전국무쌍4-II (나가무네가베 모토치카)
- 전국무쌍4 Empires (나가무네가베 모토치카)
- 수갑 포함 아이돌 공동 생활! (진구데라 다이마사[161])
- 도쿄 처녀 레스토랑 (카라스우 동양 제일[162])
- 드래곤볼Z 초궁극 무투전 (삼성용)
- Fate / Grand Order / Arcade (2015년 - 2021년, 가이우스 율리우스 카이사르, 로물루스 / 로물루스 = 퀴리누스, 팬텀 오브 디 오페라, 란슬롯, 블라도 3세 [163]) - 2작품
- 프린스 오브 스트라이드 (단 유지로[164])
- PROJECT X ZONE2 : BRAVE NEW WORLD (제로, 캡틴 코만도 [165])
- 꿈 왕국과 잠잘 수 있는

2016년
- 기동전사 건담 익스트림 버서스 포스 (트레이즈 쿠슐리나다)
- 기동전사 건담 익스트림 버서스 맥시부스트 ON (앤드류 발트펠트, 트레이스 쿠슈리나다)
- 그림노트 (대용 바다거북[166])
- 새먼 나이트 6 잃어버린 경계들 (루바이드 [167])
- 슈퍼로봇대전 OG 문 듀에라즈 (라이디스 F 블랑슈타인, 스컬나이트)
- 스타오션 5 Integrity and Faithlessness (다릴 카뮤즈 [168], 아론 [169])
- 스타오션 : 아남네시스(다릴 카뮤즈, 아스모데우스)
- 전국 BASARA 사나다 유키무라 전 (도요토미 히데요시)
- 전국무쌍~사나다마루~(나가무네가베 모토치카)
- 체인크로니클(랜스번 [170])
- Dies irae ~Interview with Kaziklu Bey~ (루트비히 반 로젠크란츠 [171])
- 테일즈 오브 아스타리아 (가이아스[172])
- 테일즈 오브 링크 (가이아스 [173])
- 천하통일 사랑의 난 Love Ballad (아케치 미쓰히데)
- 트라이 링크 빛의 여신과 칠마수 (사신 라하릴[174])
- 드래곤볼 제노바스 2 (삼성용)
- 남자 친구(가칭) 반짝임☆노트(카미나기토오리)
- 문호와 아르케미스트(나가이카후)

2017년
- 킹덤 허츠 HD 2.8 파이널 챕터 프롤로그(테라)
- 슈퍼 로봇대전 V (앤드루 발트펠트, 가드다이버, 친자 루스)
- 아득한 시공 속에서 3 Ultimate (백룡 <성장 후>)
- 아톰 : 시공의 끝 (데드크로스 전하 [175])
- 흑기사와 백의 마왕 (오딘 [176])
- 에어리얼레전즈(알버트[177])
- 캡틴 츠바사 ~싸워 드림팀~ (히노 료마 [178])
- 칵테일 왕자(미모사)
- 크랭크 인 (서소도파[179])
- 신테니스의 왕자님 Rising Beat (테즈카 쿠니미츠)

2018년
- 슈퍼 로봇 대전 X-Ω (2018년 - 2020년, 앤드루 발트펠트, 블루스 [180], 라이디스 F. 블랑슈타인, 지기 스타)
- 슈퍼로봇대전 X (가드다이버, 진자 루스)
- 올림포스 우체통 (크로[181])
- 일곱 가지 대죄 브리타니아의 나그네(추기경 헤르브람[182])
- 진·삼국무쌍8(사마 의[183], 사마사[184])
- 아득한 시공 속에서 Ultimate (아크람)
- 파이어 엠블럼 히어로즈(핀)
- Fate / EXTELLA LIK (랜슬롯 [185])
- 테일즈 오브 더 레이즈 (2018년 - 2019년, 딤로스 팀버, 가이아스)
- 무쌍 OROCHI 3 (도로지 [186], 진·도로지, 사마의, 사마사, 장종이베 모토치카)
- 해몽집(검은안경[187])
- 대난투 스매시 브라더스 SPECIAL(Mii파이터 <타입5>, 알카드, 제로)

2019년
- 리볼버즈 에이트(신밧드[188])
- 세븐나이츠(실베스터)
- 킹덤 하츠III(테라)
- World of Tanks (전차장 보이스 [189])
- 슈퍼로봇대전 T (가드다이버, 이노바, 와실먼 라즈에르손)
- 랭글리서 모바일(레딘, 레옹[190])
- 금빛 갓슈벨!! Golden Memories (빈센트 배리)
- 블러드 스테인드 : 리추얼 오브 더 나이트 (OD)
- 뿌요뿌요!! 퀘스트 (2019년 - 2020년, Dr. 마시리트 [191], 쌍둥이자리의 사가 [192])
- 귀노곡구방 (가워드 [193])
- Sdorica(레이저 버나드)
- 블레이드 엑스로드 (자기 마야토코[194])
- 성명 에코즈(텐란도 자팔[195])
- 스타오션 1 First Departure R (아스모데우스)
- 신 사쿠라 대전 (프레지던트 G [196] / 겐안 쇼테츠)

2020년
- 도검난무-ONLINE-(닛코잇몬지[197])
- 세인트 세이야 라이징 코스모 (쌍둥이자리 사가[198])
- 록맨 X DiVE (제로 [199])
- 히메히비 Another Princess Days~White or Black~(황광진[200])
- 라이브 어 히어로! (네센 [201])

2021년
- 북두의 권 LEGENDS ReV LIVE (샤를 드 기즈)
- New 포켓몬 스냅 (거울박사)
- 요괴 워치 푸니푸니 (오키야 스바루)
- 파이널 판타지 VII 리메이크 인터그레이드(네로[202])
- 노래받는 자참2(라이코우)
- 공동 투쟁어 RPG 코토다만 (빈센트 배리)
- 슈퍼로봇대전 30 (매클레인 / 빌드 타이거 / 슈퍼빌드 타이거, 이노바, 라이디스 F. 블랑슈타인, 퀘스터)
- ONE PIECE 트레저 크루즈 (노랑원숭이 / 볼살리노)

### 드라마 CD
- 여신이문록 페르소나(우에스기 히데히코)
- 닌타마 란타로 드라마 CD (保健委員會の段, 젠포우지 이사쿠)

## 더빙
※더빙작의 경우 정확한 방송연도를 알아내는 것이 불가능하여 제작국의 방송연도로 대체하였음.

### 한국 애니메이션
2001년
- 가이스터즈(오디온 호너스)